# Voile de Sainte-Anne
Le voile de Sainte-Anne, appelé aussi étendard arabe, est le manteau d'un calife égyptien du XIe siècle rapporté en Provence après la première croisade, et déposé dans le trésor de la cathédrale Sainte-Anne d'Apt. Considéré comme une relique de contact par les chrétiens, il fait aussi partie des chefs-d'œuvre de l'art textile fatimide, et c'est à ce titre qu'il a été exposé à l'Institut du monde arabe au cours de l'année 1998. 
Il est classé monument historique au titre objet depuis 1907.

## Historique
Selon la tradition, Charlemagne aurait contribué et assisté à la redécouverte des reliques de sainte Anne (la grand-mère de Jésus) dans la crypte inférieure de la cathédrale Sainte-Anne d'Apt en 792. Ces restes conservés dans l'église depuis le Ier siècle, auraient été abrités dans une châsse recouvert d'un tissu. Une interprétation erronée a voulu y voir un vêtement de sainte Anne vivante.
Les archéologues ont dans un premier temps considéré que ce tissu était un étendard pris au grand vizir Al-Afdhal vaincu à Ascalon en 1099. En réalité, il s'agit d'un tissu réalisé par un atelier (tirâz) de Damiette en 1096–1097 et qui porte le nom Al-Musta'li, calife chiite qui régna à la fin de la dynastie fatimide, ainsi que celui de son premier ministre. Ce voile est sans doute une « robe d'honneur » que le calife s'est fait confectionner.
Cadeau diplomatique ou prise de guerre, c'est très probablement lors de la première croisade qu'il fut rapporté par un seigneur local, à moins que ce soit par Isoard, alors évêque d'Apt,. Vénéré par l'Église catholique comme relique de contact, sans doute enveloppait-il quelques reliques dont au moins une de sainte Anne.
Le tissu était conservé dans un flacon en verre et sorti, chaque année, pour être présenté aux fidèles. Il servait à couvrir et découvrir les reliques au moment des processions. Une présentation du voile, le jour de la sainte Anne, est rapportée en 1714 dans une Histoire du diocèse d'Apt.
Il a été restauré en 1998 par Béatrice Girault-Kurtzemann.

## Description

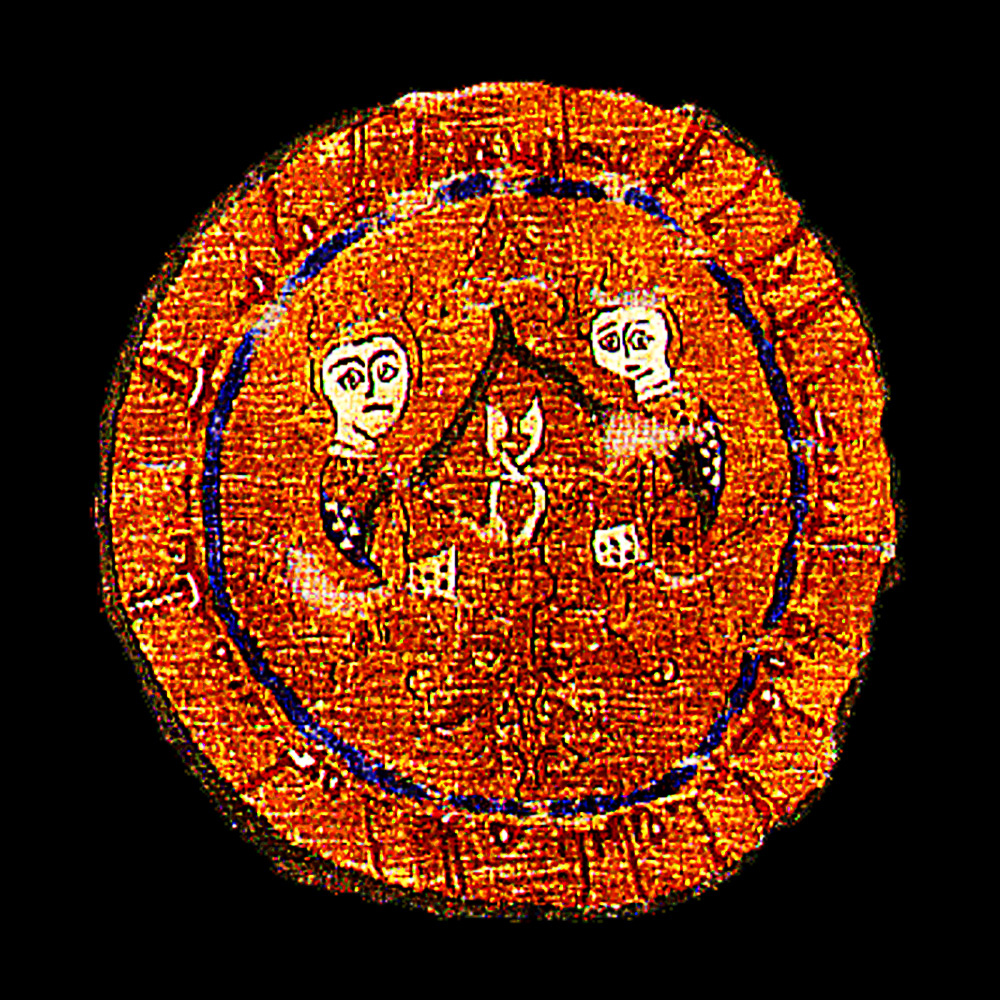
Détail du médaillon au nom d'al-Musta'li : ‘Alî est le wali [l'ami] de Dieu ; que Dieu lui accorde sa bénédiction. L'imâm Abu-l-Qâsim al-Musta'li billah, émir des croyants, que les bénédictions de Dieu soient sur lui, sur ses ancêtres purs et ses très honorables descendants.

Le voile de Sainte-Anne fait partie, avec le manteau du roi Roger II de Sicile qui fut achevé dans les ateliers royaux de Palerme et le suaire de Cadouin, des pièces majeures de l'art textile des Fatimides. Il est conservé dans le trésor de la cathédrale d'Apt.
Le voile en lin, de 310 × 152 centimètres, est composé de trois bandes de tapisseries. Il s'agit en réalité d'une abâ, un manteau brodé au devant de deux bandeaux de tapisserie, et au dos d'une large bande sur laquelle sont placés trois médaillions. Les bandes sont brodées de soie et d'or, tout comme les médaillions aux motifs figuratifs. Une inscription, en lettres coufiques disposées en cercle dans un médaillon, célèbre la gloire de son commanditaire Al-Musta'li.
Ce fut en 1851 qu'Étienne Marc Quatremère traduisit une partie du texte donnant ces indications et, en 1934, que Marçais et Wiet en finirent la traduction.

## Exposition
En 1998, dans le cadre de l'année de l'Égypte en France, le voile de Sainte-Anne fit partie des 250 pièces exposées à l'Institut du monde arabe de Paris. Ces pièces sont d'autant plus rares que Saladin, en 1171, détrôna les Fatimides et rattacha l'Égypte au sunnisme. Ce qui eut pour conséquence le pillage des trésors du palais au Caire et l'incendie des bibliothèques. Seules furent préservées trois portes d'enceinte ainsi que la salle de prière de la mosquée al-Azhar.